# Мецокорона
Мецокорона (итал. Mezzocorona) је насеље у Италији у округу Тренто, региону Трентино-Јужни Тирол.
Према процени из 2011. у насељу је живело 4975 становника. Насеље се налази на надморској висини од 212 м.

## Становништво
Према резултатима пописа становништва 2011. у општини је живело 5.161 становника.
| 1936. | 1951. | 1961. | 1971. | 1981. | 1991. | 2001. | 2011. |
| ----- | ----- | ----- | ----- | ----- | ----- | ----- | ----- |
| 3.312 | 3.551 | 3.639 | 4.091 | 4.366 | 4.345 | 4.711 | 5.161 |

## Партнерски градови
- Дуслинген